# Vuelta a Andalucía 1990
La Vuelta a Andalucía 1990, trentaseiesima edizione della corsa ciclistica, si svolse dal 6 all'11 febbraio 1990 su un percorso di 908 km ripartiti in 6 tappe. Fu vinta dallo spagnolo Eduardo Chozas della ONCE davanti al suo connazionale Miguel Ángel Martínez e al francese Pascal Lance.

## Tappe
| Tappa  | Data        | Percorso                          | km    | Vincitore di tappa | Leader cl. generale   |
| ------ | ----------- | --------------------------------- | ----- | ------------------ | --------------------- |
| 1ª     | 6 febbraio  | Marbella > Benalmádena            | 184.6 | Olaf Ludwig        | Olaf Ludwig           |
| 2ª     | 7 febbraio  | Mijas > Motril                    | 164.5 | Olaf Ludwig        | Olaf Ludwig           |
| 3ª     | 8 febbraio  | Salobreña > Almería               | 162.6 | Pascal Lance       | Miguel Ángel Martínez |
| 4ª     | 9 febbraio  | Almerimar > Dúrcal                | 157.6 | Eduardo Chozas     | Eduardo Chozas        |
| 5ª     | 10 febbraio | Armilla (Spagna) > Torredonjimeno | 118.4 | Olaf Ludwig        | Eduardo Chozas        |
| 6ª     | 11 febbraio | Jaén > Granada                    | 120.3 | Kenneth Weltz      | Eduardo Chozas        |
| Totale | Totale      | Totale                            | 908   |                    |                       |

## Dettagli delle tappe

### 1ª tappa
- 6 febbraio: Marbella > Benalmádena – 184,6 km

| Pos. | Corridore             | Squadra   | Tempo    |
| ---- | --------------------- | --------- | -------- |
| 1    | Olaf Ludwig           | Panasonic | 4h59'06" |
| 2    | Uwe Raab              | PDM       | s.t.     |
| 3    | Miguel Ángel Martínez | ONCE      | s.t.     |

| Pos. | Corridore   | Squadra   | Tempo |
| ---- | ----------- | --------- | ----- |
| 1    | Olaf Ludwig | Panasonic |       |

### 2ª tappa
- 7 febbraio: Mijas > Motril – 164,5 km

| Pos. | Corridore       | Squadra   | Tempo    |
| ---- | --------------- | --------- | -------- |
| 1    | Olaf Ludwig     | Panasonic | 3h48'56" |
| 2    | Uwe Raab        | PDM       | s.t.     |
| 3    | Malcolm Elliott | Teka      | s.t.     |

| Pos. | Corridore   | Squadra   | Tempo |
| ---- | ----------- | --------- | ----- |
| 1    | Olaf Ludwig | Panasonic |       |

### 3ª tappa
- 8 febbraio: Salobreña > Almería – 162,6 km

| Pos. | Corridore             | Squadra | Tempo    |
| ---- | --------------------- | ------- | -------- |
| 1    | Pascal Lance          | Toshiba | 4h31'38" |
| 2    | Miguel Ángel Martínez | ONCE    | s.t.     |
| 3    | Uwe Raab              | PDM     | a 1'46"  |

| Pos. | Corridore             | Squadra | Tempo |
| ---- | --------------------- | ------- | ----- |
| 1    | Miguel Ángel Martínez | ONCE    |       |

### 4ª tappa
- 9 febbraio: Almerimar > Dúrcal – 157,6 km

| Pos. | Corridore      | Squadra      | Tempo    |
| ---- | -------------- | ------------ | -------- |
| 1    | Eduardo Chozas | ONCE         | 4h23'42" |
| 2    | Robert Millar  | Z            | a 1'23"  |
| 3    | Luc Roosen     | Histor-Sigma | a 1'46"  |

| Pos. | Corridore      | Squadra | Tempo |
| ---- | -------------- | ------- | ----- |
| 1    | Eduardo Chozas | ONCE    |       |

### 5ª tappa
- 10 febbraio: Armilla > Torredonjimeno – 118,4 km

| Pos. | Corridore              | Squadra   | Tempo    |
| ---- | ---------------------- | --------- | -------- |
| 1    | Olaf Ludwig            | Panasonic | 2h50'10" |
| 2    | Manuel Jorge Domínguez | Tulip     | s.t.     |
| 3    | Juan Carlos Domínguez  | Vitalicio | s.t.     |

| Pos. | Corridore      | Squadra | Tempo |
| ---- | -------------- | ------- | ----- |
| 1    | Eduardo Chozas | ONCE    |       |

### 6ª tappa
- 11 febbraio: Jaén > Granada – 120,3 km

| Pos. | Corridore              | Squadra   | Tempo    |
| ---- | ---------------------- | --------- | -------- |
| 1    | Kenneth Weltz          | ONCE      | 2h54'21" |
| 2    | Olaf Ludwig            | Panasonic | s.t.     |
| 3    | Manuel Jorge Domínguez | Tulip     | s.t.     |

| Pos. | Corridore             | Squadra | Tempo     |
| ---- | --------------------- | ------- | --------- |
| 1    | Eduardo Chozas        | ONCE    | 22h29'39" |
| 2    | Miguel Ángel Martínez | ONCE    | a 36"     |
| 3    | Pascal Lance          | Toshiba | s.t.      |

## Classifiche finali

### Classifica generale
| Pos. | Corridore                  | Squadra             | Tempo     |
| ---- | -------------------------- | ------------------- | --------- |
| 1    | Eduardo Chozas             | ONCE                | 22h29'39" |
| 2    | Miguel Ángel Martínez      | ONCE                | a 36"     |
| 3    | Pascal Lance               | Toshiba             | s.t.      |
| 4    | Robert Millar              | Z                   | a 1'23"   |
| 5    | Guy Nulens                 | Panasonic-Sportlife | a 1'46"   |
| 6    | Luc Roosen                 | Histor-Sigma        | s.t.      |
| 7    | Alex Kjeld Pedersen        | ONCE                | s.t.      |
| 8    | Francisco Espinosa Sempere | Seur                | s.t.      |
| 9    | John Carlsen               | Toshiba             | s.t.      |
| 10   | Francisco San Roma Martin  | Banesto             | s.t.      |